# Chiesa di San Pietro Apostolo (Ardesio)
La chiesa di san Pietro Apostolo è un luogo di culto cattolico di Ardesio, via Leonardo da Vinci, in provincia di Bergamo alta Val Seriana. L'edificio risalente al XIV secolo è posto sopra un altipiano e il porticato che lo circonda lo ha reso tra i più caratteristici del paese orobico.

## Storia
La costruzione dell'oratorio di san Pietro risalirebbe al XIV secolo, quando fu ampliata una piccola edicola romanica risalente al XII secolo. Nel secolo successivo l'edificio fu nuovamente rivisitato. Non vi è documentazione certa che nel 1455 il vescovo di Bergamo Giovanni Barozzi autorizzasse i fabbricieri di Ardesio alla costruzione di una chiesa intitolata a san Giorgio, in sostituzione alla vecchia parrocchia di san Pietro. La chiesa è documentata negli atti della visita pastorale del 10 settembre 1535 del vescovo Pietro Lippomano dove vengono elencati altri cinque edifici religioni sparsi nelle corrispondenti valli di Ardesio.

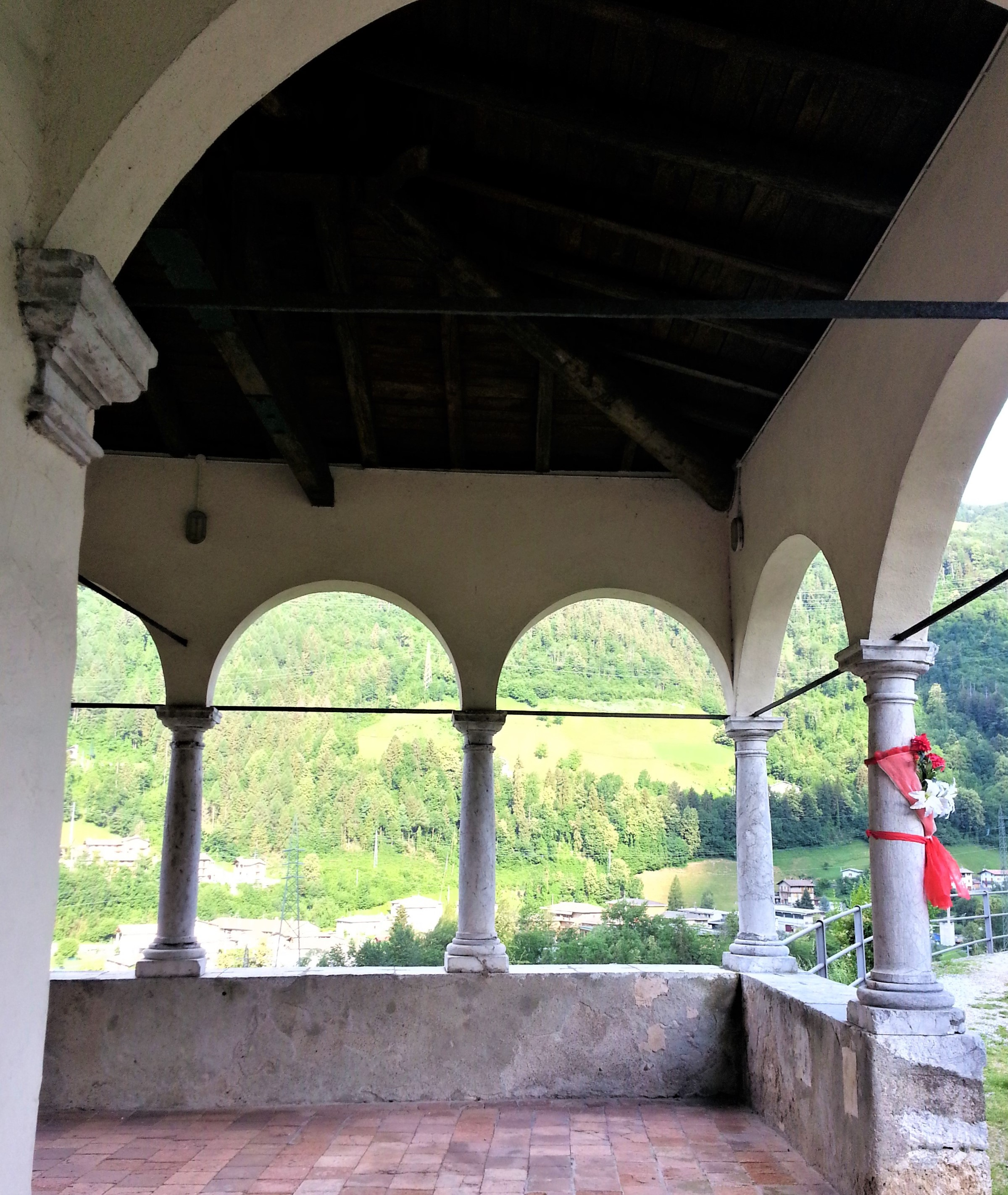
Chiesa di san Pietro (Ardesio) - porticato sud-est

Il porticato rinascimentale che fa il giro a tutto l'edificio, fu realizzato dopo la visita pastorale di san Carlo Borromeo del 1575 proprio su sua indicazione, la chiesa era infatti circondata da un cimitero che il cardinale invitava a chiudere con un muro, da qui la costruzione del porticato lungo tutto il perimetro della chiesa che fu realizzato però solo nel XVII secolo.
Nel XX secolo la chiesa, ormai vuota e senza che vi fossero officiate funzioni liturgiche da qualche tempo, fu adibita per alcuni anni a sede del corpo musicale del paese; solo nel XXI secolo furono eseguiti lavori di restauro e di mantenimento così da ridare al piccolo oratorio le sue primitive condizioni.

## Descrizione

### Esterno
La piccola chiesa è costruita sopra un terrazzo fluviale, leggermente isolato dal nucleo urbano ed è accessibile da una scalinata ampia in ciottolato sul lato a sud, e da una strada in terra battuta, sul lato nord.

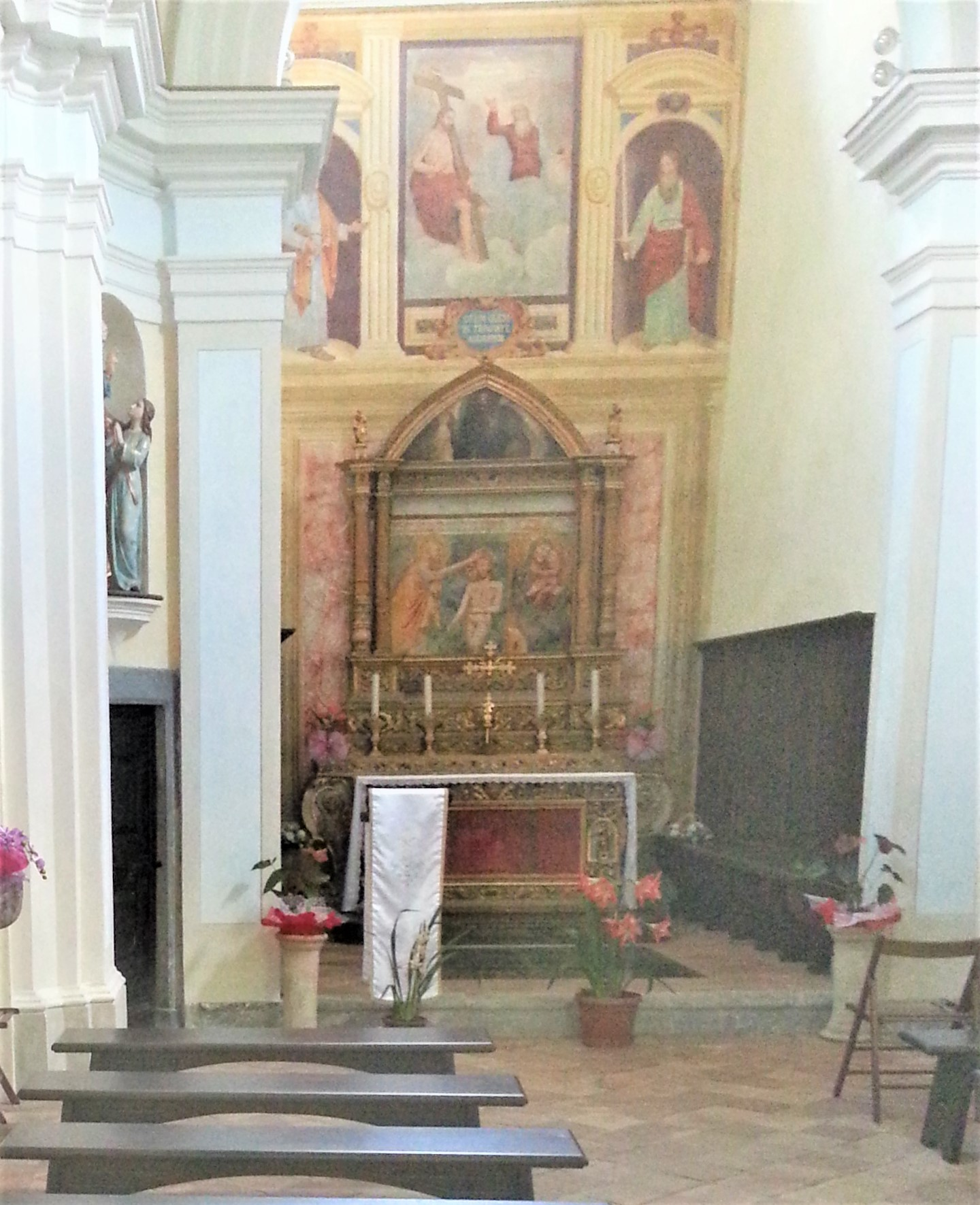
Chiesa di san Pietro (Ardesio) - interno

Il porticato pavimentato con piastrelle di cotto e che circonda tutta la chiesa, è in stile rinascimentale, più ampio sul lato a ovest. Presenta colonne in pietra con capitello e basamento, poggianti su di un parapetto. 
L'ingresso è posto sul lato a ovest e si presenta con due finestrelle laterali contornate da stipiti in pietra sagomata e un timpano spezzato con cartiglia, mentre alla base delle finestre vi è un gradino con le funzioni d'inginocchiatoio.
Sul lato a sud vi è raffigurato un grande leone alato simbolo del dominio veneto che dal 1428 governava Bergamo e la terra bergamasca. La raffigurazione del leone alato sul lato che era l'accesso principale del paese era sicuramente segno benevolo di accoglienza verso il dominatore, probabilmente fu affrescato in occasione di qualche importante evento o visita pastorale, erano infatti veneziani i vescovi di Bergamo nei secoli del dominio.

### Interno
L'interno è composto di un'unica navata rettangolare che presenta quattro archi su entrambi i lati. Sulle pareti laterali a nord e sud, vi sono due finestre settecentesche. Lesene terminati con capitelli sorreggono la trabeazione e il cornicione di stucchi collegando le pareti agli involti. Piccoli frammenti di affreschi che non ne rendono possibile una chiara interpretazione. Il presbiterio, rivolto a est, ha frontale un arco trionfale ed è rientrante rispetto alla navata; presenta una coperture a volta ad ombrello. La pala d'altare raffigura il Battesimo di Cristo e la Madonna in trono col Bambino. Il dipinto sarebbe attribuito al pittore Quattrocentesco Alessandro de Ardese (Bonvicino?), la particolare ondulazione delle pareti, differente da quelle laterali molto più lisce, farebbe supporre esatta quest'assegnazione, considerata quindi come la parte più antica dell'oratorio. Lo studio eseguito duranti i restauri del 1991, farebbe considerare l'affresco opera precedente almeno della fine del Trecento, ed eseguito da un artista locale che ha usato stilemi duecenteschi, in particolare la mancanza di contorno negli occhi del Cristo porterebbe a considerare l'opera neoromanica.
|

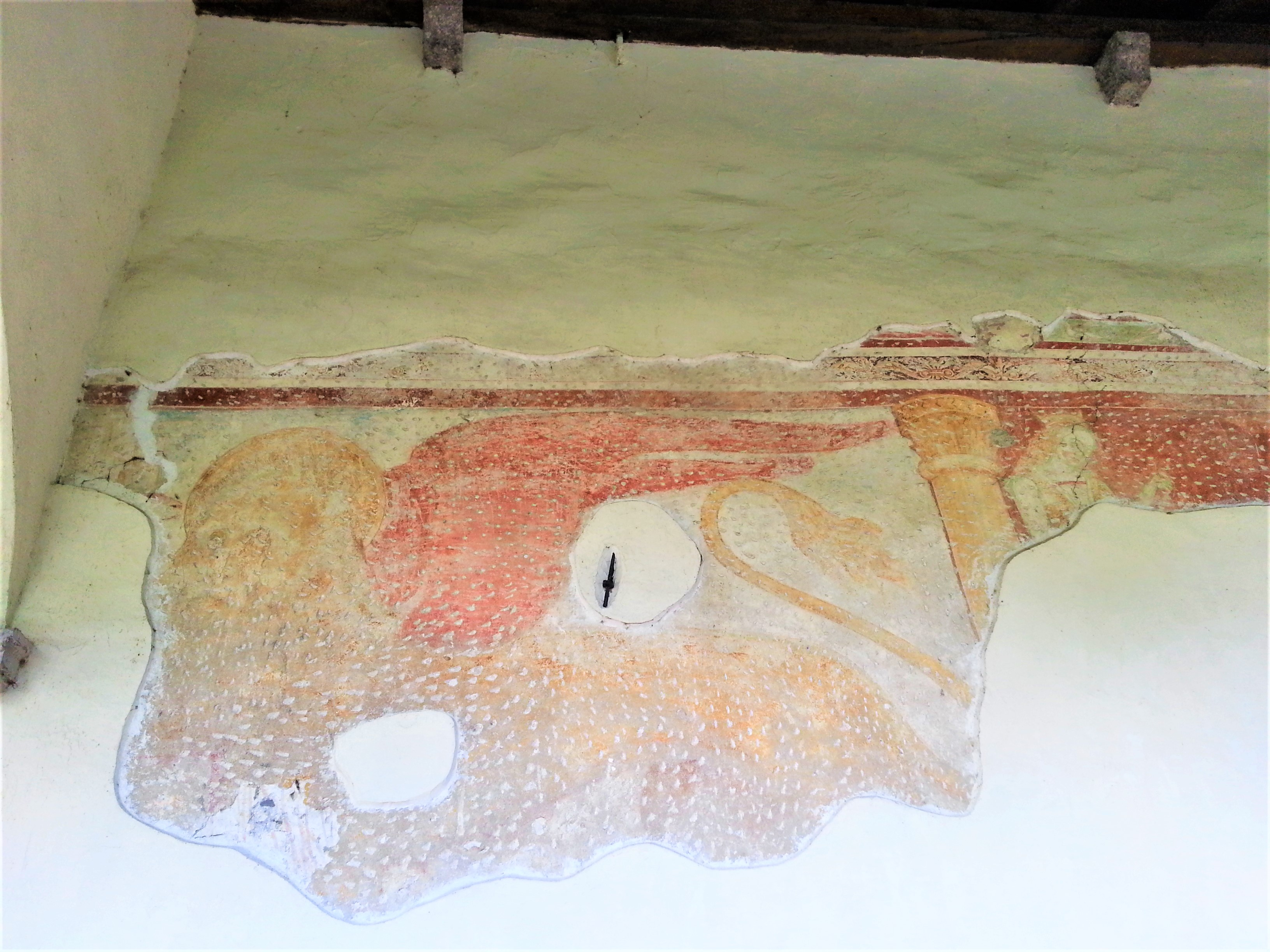
Affresco murale-chiesa di san Pietro (Ardesio) Particolare del leone alato

Sui due lati precedenti il presbiterio vi sono due porte, una che conduce alla sacrestia e l'altra alla torre campanaria.